# Adelolophus
Adelolophus que significa "crista desconhecida" é um gênero da subfamília lambeosaurinae de dinossauros hadrosaurídeos encontrado em rochas do Cretáceo Superior no estado americano de Utah. É baseado em um exemplar do Museu de Paleontologia da Universidade da Califórnia, uma maxila (osso dentado da mandíbula superior). Este espécime foi encontrado na Formação Wahweap, do Campaniano, no Monumento Nacional Grand Staircase-Escalante. Foi descrito por Terry Gates e colegas em 2014. O tipo e a única espécie conhecida é a A. hutchisoni. O nome da espécie é uma referência a Howard Hutchison, que encontrou o espécime. O Adelolophus é o gênero mais antigo conhecido da América do Norte, com aproximadamente 78 milhões de anos.